# Xã Coldwater, Quận Comanche, Kansas
Xã Coldwater (tiếng Anh: Coldwater Township) là một xã thuộc quận Comanche, tiểu bang Kansas, Hoa Kỳ. Năm 2010, dân số của xã này là 1.048 người.